# 向井千瑛
向井千瑛（1987年12月24日—），生於日本東京都板橋區，職業圍棋女流棋手，隸屬於日本棋院。為七段棋士本田幸子門下。其夫杉本明，也是職業圍棋選手，八段棋士。

## 生平
向井千瑛是家中三姐妹中的么女，其姐三村芳織與長島梢惠皆是職業圍棋選手。向井千瑛最早由其姐姐教授其圍棋，後進入本田幸子門下。

## 戰績與頭銜
2013年
- 11月27日，女流本因坊冠軍賽，擊敗衛冕者謝依旻，獲女流本因坊頭銜。

## 升段
- 2004年 初段
- 2007年7月13日 二段
- 2009年4月1日 三段
- 2010年2月1日 四段
- 2012年2月1日 五段
- 2021年2月20日 六段